# Григорьев, Михаил Агеевич
Михаи́л Аге́евич Григо́рьев (1913—1986) — организатор советского ядерно-оружейного и ракетно-космического производства. Лауреат Ленинской премии (1973).

## Биография
Родился 8 ноября 1913 года в деревне Сергеевка (ныне — в Аркадакском районе Саратовской области) в большой крестьянской семье. Отец — Агей Васильевич Григорьев (1886—1946), мать — Евдокия Николаевна Григорьева (1886—1975). Позже семья перебралась в Пензу.
С 17 лет работал слесарем-наладчиком на Пензенском машиностроительном заводе. Одновременно учился на рабфаке.
Накануне Великой Отечественной войны поступил в Военно-воздушную академию им. Н. Е. Жуковского, но не прошёл медкомиссию и так и не смог начать учиться на лётчика.
Окончил Уральский индустриальный институт им. С. М. Кирова (1945).
Член КПСС с 1945.
В 1945—1949 гг. работал на Макеевском металлургическом заводе (Украина). В 1949—1952 гг. — начальник цеха, начальник отдела технического контроля на Пензенском машиностроительном заводе.
С 1952 — на Союзном заводе № 3 (ныне ФГУП «Электромеханический завод «Авангард») в г. Арзамас-16. Работал заместителем начальника отдела технического контроля, начальником электромонтажного цеха (1952—1955 гг.).
С 1955 по 1957 гг. и с 1960 по 1985 гг. — директор Союзного завода № 3. Руководил заводом 27 лет.
С 1985 — на пенсии (персональный пенсионер союзного значения). Жена Валентина Михайловна, сын Вячеслав, дочь Татьяна.
Скончался 15 октября 1986 года после тяжёлой и продолжительной болезни. Похоронен на городском кладбище Сарова.

## Директор Союзного завода № 3
В годы руководства М. А. Григорьева на заводе было автоматизировано полониевое производство. В результате создания новой технологии получения полония-210 и коренной реконструкции удалось обеспечить безопасность работающих на этом производстве. В 2,5 раза увеличились производственные площади завода, были модернизированы и автоматизированы важнейшие технологические процессы, произведена реконструкция ряда основных цехов. Завод укрепил свои позиции и стал одним из ведущих в своей отрасли по технологиям, производству и потенциалу. За достижение высоких результатов, предприятие было награждено юбилейным почетным знаком (1972), а за заслуги в создании и производстве спецтехники — орденом Трудового Красного Знамени (1976).
При М. А. Григорьеве на заводе было создано специальное оборудование для знаменитых космических аппаратов «Луноход-1», «Луноход-2» и спутников «Космос-84», «Космос-85». Это были источники тепла, которые обеспечивали необходимый бортовым приборам тепловой режим. В результате исследований был предложен генератор тепловой энергии на радиоактивном изотопе полония-210 . «Снабжённый изотопным источником тепла „Луноход-1“ функционировал 322 дня и осуществил детальное топографическое обследование 80 000 м² лунной поверхности. За это время был проведён 171 сеанс связи, с помощью радиотелесистем „Лунохода-1“, на Землю было передано свыше 200 тысяч снимков лунной поверхности». За эту работу М. А. Григорьев был удостоен Ленинской премии.
М. А. Григорьев внёс серьёзный вклад в развитие инфраструктуры завода. При нём были построены пионерский лагерь, база отдыха, новые жилые дома, общежития квартирного типа, спортивный комплекс, детская спортивная школа, новые магазины.

Плакат на хоккейном турнире памяти М. А. Григорьева в Сарове

Кроме того, он уделял большое внимание развитию спорта. По его инициативе завод приобрёл клуб «Авангард» и спортивный стадион. Даже на самом заводе были введены физкультурные пятиминутки. По воспоминаниям его коллег (Ю. Завалишин, Л. Куриленко), был заядлым болельщиком, не пропускал ни одного матча заводских хоккейных и футбольных команд.
С 1995 в Сарове электромеханический завод «Авангард» проводит традиционные турниры по хоккею среди любительских команд памяти М. А. Григорьева.

## Звания и награды
- Ленинская премия (1973).
- Орден Ленина (1960)
- два ордена Трудового Красного Знамени (1956, 1981)
- Орден Октябрьской революции (1971)
- два ордена «Знак Почёта» (1955, 1962)
- Медаль «В ознаменование 100-летия со дня рождения Владимира Ильича Ленина»
- знак «Отличник народного просвещения РСФСР» (1977).
- Почётный гражданин г. Арзамас-16 Горьковской области (1982).